# ドミンゴ・キニョーネス
ドミンゴ・キニョーネス（Domingo Quiñones、1963年8月9日 - ）は、プエルトリコのサルサシンガー、作曲家、俳優。ニュージャージー州パースアンボイ出身。
1980年代よりルイス・ペリーコ・オルティスの楽団にリードボーカリストとして参加し、いくつかのアルバム作成に加わっている。その後プエルトリコへと移り、1990年よりソロ活動をしている。